# Grimke (cráter)
Grimke es un cráter de impacto en el planeta Venus de 34,8 km de diámetro. Lleva el nombre de Sarah Moore Grimké (1792-1873), feminista y abolicionista de la esclavitud estadounidense, y su nombre fue aprobado por la Unión Astronómica Internacional en 1991.